# Sarabotys
Sarabotys és un gènere d'arnes de la família Crambidae.

## Taxonomia
- Sarabotys cupreicostalis
- Sarabotys ferriterminalis Munroe, 1964